# Josh Magette
Josh Magette (ur. 28 listopada 1989 w Birmingham) – amerykański koszykarz, występujący na pozycji rozgrywającego, obecnie zawodnik Darüşşafaka Tekfen.
23 grudnia 2018 dołączył do hiszpańskiego Herbalife Gran Canaria. 26 marca 2019 opuścił klub.
17 lipca 2019 podpisał umowę z Orlando Magic na występy zarówno w NBA, jak i zespole G-League – Lakeland Magic. 14 stycznia 2020 opuścił klub. 6 grudnia  dołączył do tureckiego Kategoria:Koszykarze Darüşşafaka Tekfen.

## Osiągnięcia
Stan na 7 lutego 2021, na podstawie, o ile nie zaznaczono inaczej.
NCAA II
- Dwukrotny uczestnik rozgrywek Elite 8 turnieju NCAA II
- Trzykrotny mistrz turnieju konferencji Gulf South (2010–2012)
- Zawodnik roku konferencji Gulf South (GSC – 2012)
- MVP turnieju GSC (2012)
- Najlepszy pierwszoroczny zawodnik roku dywizji wschodniej GSC (2009)
- Zaliczony do:
  - I składu:
    - All-GSC (2012)
    - dywizji wschodniej All-GSC (2011)
    - GSC All-Academic Team (2010–2012)
    - NABC Division II All-America (2012)

  - II składu dywizji wschodniej All-GSC (2010)

Drużynowe
- Wicemistrz D-League (2016)
- Finalista pucharu Holandii (2013)

Indywidualne
- Uczestnik meczu gwiazd D-League (2017)
- Zaliczony do II składu D-League (2017, 2020[8])
- Lider:
  - D-League w:
    - asystach (2016, 2017, 2020)
    - przechwytach (2016)

  - ligi holenderskiej w przechwytach (2013)
- Zawodnik tygodnia D-League (13.02.2017)